# Bad Schussenried
Bad Schussenried település Németországban, azon belül Baden-Württembergben. Lakosainak száma 9277 fő (2023. december 31.).

## Népesség
A település népessége az elmúlt években az alábbi módon változott:
| Lakosok száma | 7662 | 8537 | 8668 | 8734 | 8925 | 9118 | 9277 |
|               | 1975 | 2015 | 2017 | 2019 | 2021 | 2022 | 2023 |